# Hồ Prespa
Các hồ Prespa là hai hồ nước ngọt ở phía đông nam châu Âu, thuộc ba quốc gia Albania, Hy Lạp và Cộng hòa Bắc Macedonia. Trong tổng diện tích bề mặt, 176,3 km2 (68,07 dặm vuông) thuộc Cộng hòa Macedonia, 46,3 km2 (17,88 dặm vuông) thuộc Albania và 36,4 km2 (14,05 dặm vuông) thuộc Hy Lạp. Chúng là những hồ kiến tạo cao nhất ở Balkan, đứng ở độ cao 853 m (2.798 ft).
Hồ Prespa Lớn (tiếng Albania: Liqeni i Prespës, tiếng Hy Lạp: Μεγάλη Πρέσπα, Megáli Préspa, tiếng Macedonia: Преспанско Езеро, Prespansko Ezero) 
Hồ Prespa nhỏ Μικρή Πρέσπα, Mikri Prespa; tiếng Albania: Prespa e Vogël) chỉ được chia sẻ chung giữa Hy Lạp (138 km2 (53,28 dặm vuông) diện tích, 42,5 km2 (16,41 dặm vuông) diện tích) (19,69 sq mi) diện tích thoát nước, diện tích bề mặt 4,3 km2 (1,66 sq mi)).
Khu vực này có ba Công viên Quốc gia nằm ở Albania (Công viên Quốc gia Prespa), Hy Lạp và Cộng hòa Macedonia tương ứng. Thị trấn lớn nhất trong khu vực các hồ Prespa là Resen ở Cộng hòa Macedonia. Vào năm 2014, Khu bảo tồn xuyên biên giới Ohrid-Prespa giữa Albania và Macedonia đã được thêm vào Mạng dự trữ sinh quyển thế giới của UNESCO.